# Меровей
Меровей (Меровиг) — легендарный король салических франков приблизительно в 447/448—457/458 годах.
Несмотря на то, что некоторые историки сомневаются, существовал ли он на самом деле, именно этому полулегендарному королю последующая история обязана наименованием первой династии Франкского государства — Меровингов.

## Биография

### Упоминание в источниках и происхождение имени
Исторические источники не дают о Меровее практически никакой информации. О нём повествуют лишь несколько хроник — «Хроника» Фредегара, «Книга истории франков» и «История франков» Григория Турского.
Григорий Турский — хроникёр, который жил ближе всех к указанному отрезку времени — в своём труде «История франков», написанном в VI веке, довольно кратко упоминает о Меровее: «Говорят, что из этого же рода (то есть рода Хлодиона) происходил и король Меровей, у которого был сын Хильдерик». Видно, что Григорий просто констатирует факт, что Меровей и Хлодион были из одного рода, не уточняя, однако, был ли Меровей сыном Хлодиона.

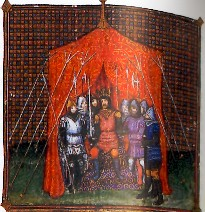
Меровей в шатре. Миниатюра из «Больших хроник Франции», XIV век

Анонимный автор «Книги истории франков», живший в VIII веке, в основном повторяет Григория Турского, но в то же время и отмечая, что Меровей непосредственно следовал за Хлодионом и что именно ему первая франкская династия обязана своим названием: «В конце концов Хлодион умер после 20-летнего правления, и Меровей, происходивший из того же рода, принял государство. По этому дельному королю короли франков и получили имя Меровингов». Далее он, как и Григорий, приписывает ему отцовство над Хильдериком I: «Этот Меровей зачал сына, именем Хильдерика, в свою очередь ставшего отцом знаменитого и отважного короля Хлодвига».

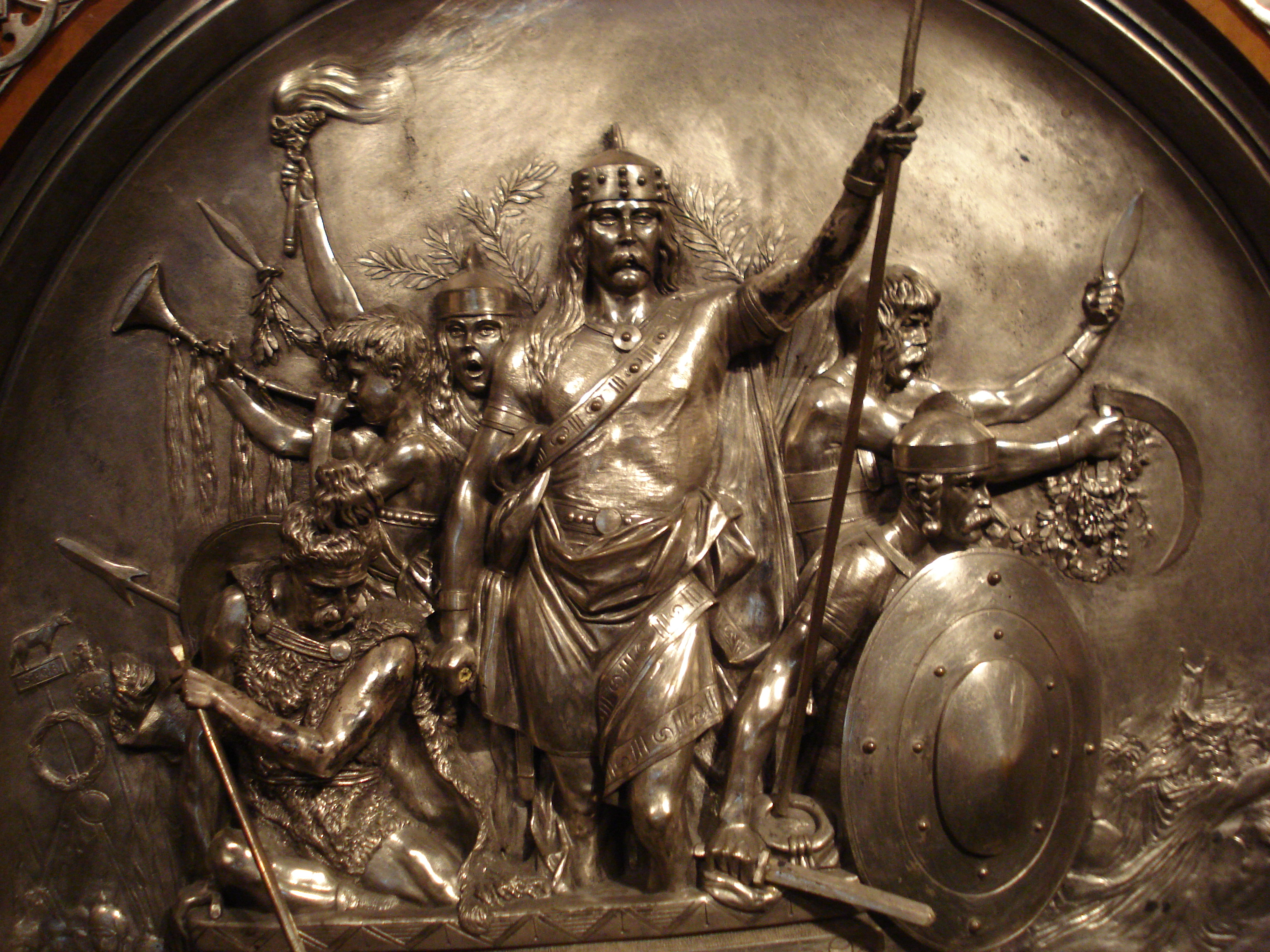
Скульптурная композиция, изображающая Меровея, победившего в сражении с гуннами (451). Посеребренная латунь. Скульптор Э. Фремье. 1867 год

О том, что Меровей, возможно, личность мифическая, говорит предание, утверждавшее, что он был плодом союза женщины с морским чудовищем. Это предание записал в VII веке летописец Фредегар: «Говорят, что как-то в летнюю пору Хлодион пребывал со своей супругой на берегу моря. В полдень его женой, которая отправилась искупаться, овладело чудовище Нептуна, похожее на кентавра. С того момента то ли от зверя, то ли от мужа она понесла и родила сына, которого нарекли Меровеем. По его имени все франкские короли стали зваться Меровингами.». По всей вероятности, это повествование принадлежит к числу этимологических легенд и представляет собой попытку объяснить имя «Меровей». Современные этимологи предполагают, что, скорее всего, его имя означает латинизированную форму, близкую к древнегерманскому имени Marwig, что означает «Знаменитый в бою» (māri «знаменитый» + wīg «борьба»).

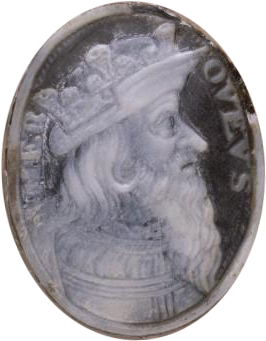
Камея с изображением Меровея. XVI век. Национальная библиотека Франции

### Битва на Каталаунских полях

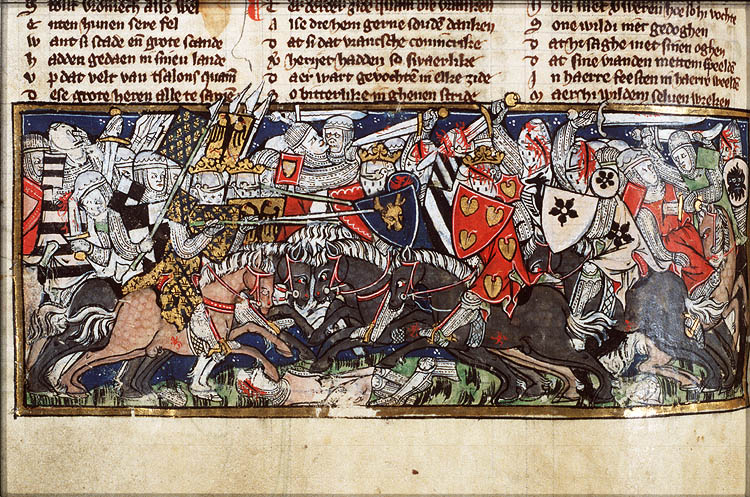
Битва при Каталаунских полях. Средневековая миниатюра

Правление Меровея совпало с нашествием гуннов Аттилы на Галлию. 7 апреля 451 года гуннами захвачен и разрушен Мец; пали также города Трир, Кёльн, Реймс, Тонгер, Труа. Войско Аттилы подошло к Орлеану в центре Галлии и, возможно, осадило его. 14 июня в критический момент на помощь Орлеану подошли соединённая армия римского полководца Аэция и короля вестготов Теодориха. На стороне римско-вестготской коалиции выступили и франки под командованием своего короля. Ни один хронист не называет имени этого короля.

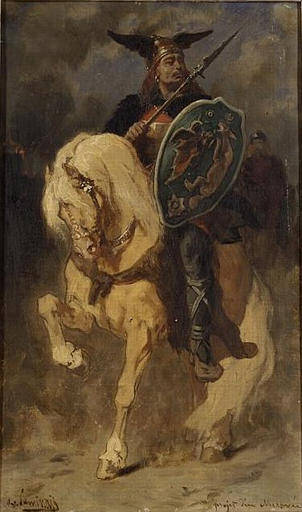
Меровей. Картина Эвариста Виталя Люмине. Музей изобразительных искусств в Ренне

Аттила отошёл на Каталаунские поля (более 200 км к востоку от Орлеана), перейдя на правый берег Сены, вероятно, в городе Труа. К северу от Труа на обширной равнине в современной провинции Шампань состоялось генеральное сражение, точное место которого и дата остались неизвестны. Историки предполагают день сражения в диапазоне от конца июня до начала июля 451 года. Именно франки выступили зачинщиками этого сражения, столкнувшись ночью накануне битвы с гепидами, союзниками гуннов. Видимо, этих франков было немало, так как в этом ночном сражении, по словам Иордана, погибло 15 000 франков и гепидов.
Главное сражение развернулось уже днём. В ходе кровопролитной битвы обе стороны понесли тяжёлые потери (Иордан писал о 165 000 погибших, другие хроникёры называют ещё бо́льшую цифру — до 300 000); погиб также и вестготский король Теодорих. По-видимому, войско Аттилы потерпело более существенный урон, так как на следующий день гунны остались в укреплённом лагере, окружив себя со всех сторон повозками. Инициатива перешла в руки римско-вестготской коалиции. Тем не менее, вновь избранный королём вестготов Торисмунд первым увёл свою армию с поля боя в Тулузу, опасаясь, что его братья — Теодорих и Фридерих — в его отсутствие смогут захватить отцовский престол. Рассказывают, что так поступить посоветовал ему Аэций, которому нежелательно было чрезмерное усиление вестготов в случае их полной победы над гуннами. Под подобным предлогом он и удалил с поля боя и короля франков.
Меровей правил около 10 лет, а после его смерти ему наследовал его сын — Хильдерик I.

Расселение франков в середине V века

### Исторические карты
- Варвары
- Европа в 400 году
- Европа в 500 году